# Judit Martín Dulcet
Judit Martín Dulcet, född Judit Martín 9 december 1976 i L'Hospitalet de Llobregat, är en katalansk (spansk) clown och skådespelare i humorfacket. Hon är inblandad i Pallapupas-projektet (där clowner underhåller barn på sjukhus) samt verkar som imitatör i katalansk samt riksspansk radio och TV (Versió RAC1, Polònia och Programa inesperat). 2018 vann hon det internationella humorpriset Gat Perich i klassen skådespelare.

## Biografi

### Tidiga år
Martín har studerat vid Barcelonas universitet, nämligen konst med specialinriktning på fotografi och video. Det sista studieåret tillbringade hon på Massachusetts College of Art tack vare ett stipendium.
Efter studierna, som inte gav Martín något hopp om att kunna försörja sig som konstnär, arbetade hon under många år som telefonist men även som telefonförsäljare, en enligt henne själv hemsk upplevelse som dock underlättades av att hon skapade en persona som ökade försäljningssiffrorna avsevärt. Därefter tjänstgjorde hon inom administrationen på en mekanisk verkstad för Citroën i Barcelonaförorten Bellvitge.

### Clown och teater
Martíns karriär skulle dock ta nya vägar. 2004 anslöt hon sig till komikerensemblen Compañía Dejabugo Humor (på Teatreneu) och två år senare blev hon medlem i Pallapupas, ett projekt där clowner gör livet gladare för barn inlagda på sjukhus. Efter en kurs hade Martín även greppat hur en clown fungerar. Med dessa två aktiviteter kunde hon till slut släppa arbetet på verkstaden bakom sig.
Under senare år har Martín också medverkat i ett antal olika teaterföreställningar på olika katalanska scener. Hon syns ofta i improvisationsteater-sammanhang, en fortsättning på de rollspel och improviserade upptåg hon arbetat med som clown.

### Radio och TV
Under 2010-talet har Martín även blivit ett namn som imitatör på katalansk radio och TV. Sedan 2015 hörs hon i programmet Versió RAC1 (med rollfigurerna "La Vane" och "La Nunú") på RAC1, Kataloniens mest lyssnade radiokanal, och sedan 2017 är hon en av komikerna i Programa inesperat, ett nystartat katalanskspråkigt underhållningsprogram på riks-TV-kanalen La Dos. Statliga RTVE har sedan 2017 fördubblat sändningstiden med katalanskspråkiga program i sina kanaler, till över 20 timmar i veckan, programtid som produceras i RTVE:s produktionscenter i katalanska Sant Cugat del Vallès.
En än större publik har Martín sedan 2016 fått via sin medverkan i programbolaget Minoria Absolutas produktioner. Det är dels i sporthumorprogrammet Crackòvia, där hon syntes under 2017, men än mer i systerprogrammet Polònia, där hon sedan 2016 framträtt som bland andra Irene Montero (gruppledare för Podemos i deputeradekammaren) och Cristina Cifuentes (tidigare regionpresident i Madrid). Hennes rolltolkningar av Marta Pascal (tidigare partisekreterare i PDeCAT) samt de båda CUP-företrädarna Eulàlia Reguant och Gabriela Serra har blivit mycket uppmärksammade.
På senare år har hon framträtt med en mängd olika imitationer i humor- och aktualitetsprogrammet Està passant. Hon har där även bidragit med tolkningar av män som Jordi Pujol, Rafael Nadal och FC Barcelona-spelare.

## Utmärkelser
2018 vann Martín det internationella humorpriset Gat Perich, i klassen skådespelare. Detta var tjugonde gången priset utdelades, ett pris som fått namn efter satirtecknaren Jaume Perich (avliden 1995) och räknas som ett av de mer framstående humorutmärkelserna i Europa.
Martíns humor gav sig till känna vid emottagandet av priset, där hon sa att det senaste året varit svårt för humorn i Katalonien; antingen har humoristerna fått pris eller så har de fått inställa sig i rätten (se vidare Spaniens konstitutionella kris 2017–2018). Martín var glad att hon fick lov att tillhöra den förra kategorin.

## Bildgalleri
Nedan presenteras fem av de katalanska och andra spanska politiker som återkommande imiterats av Martín i Polònia.

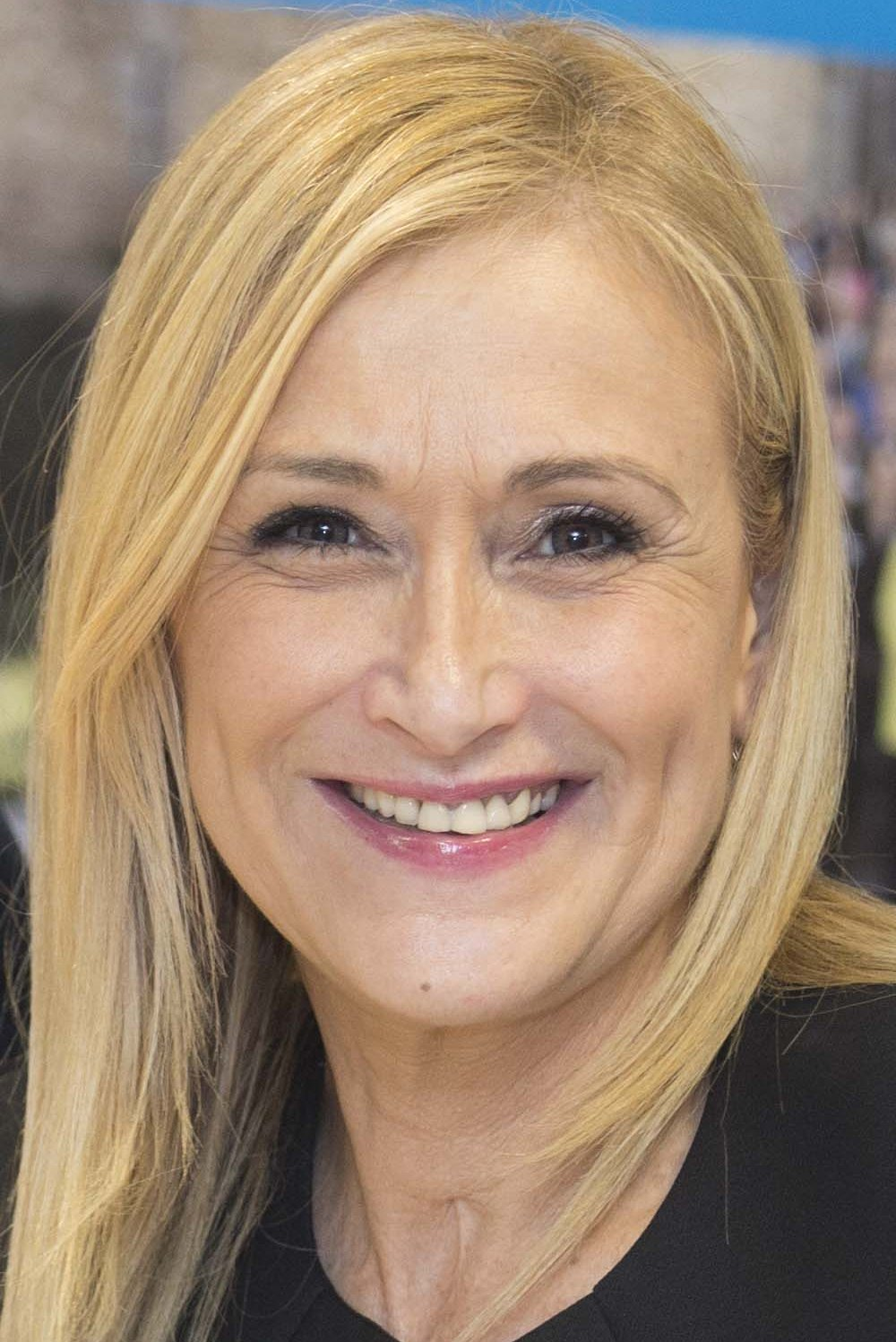
Cristina Cifuentes (PP, 2016).
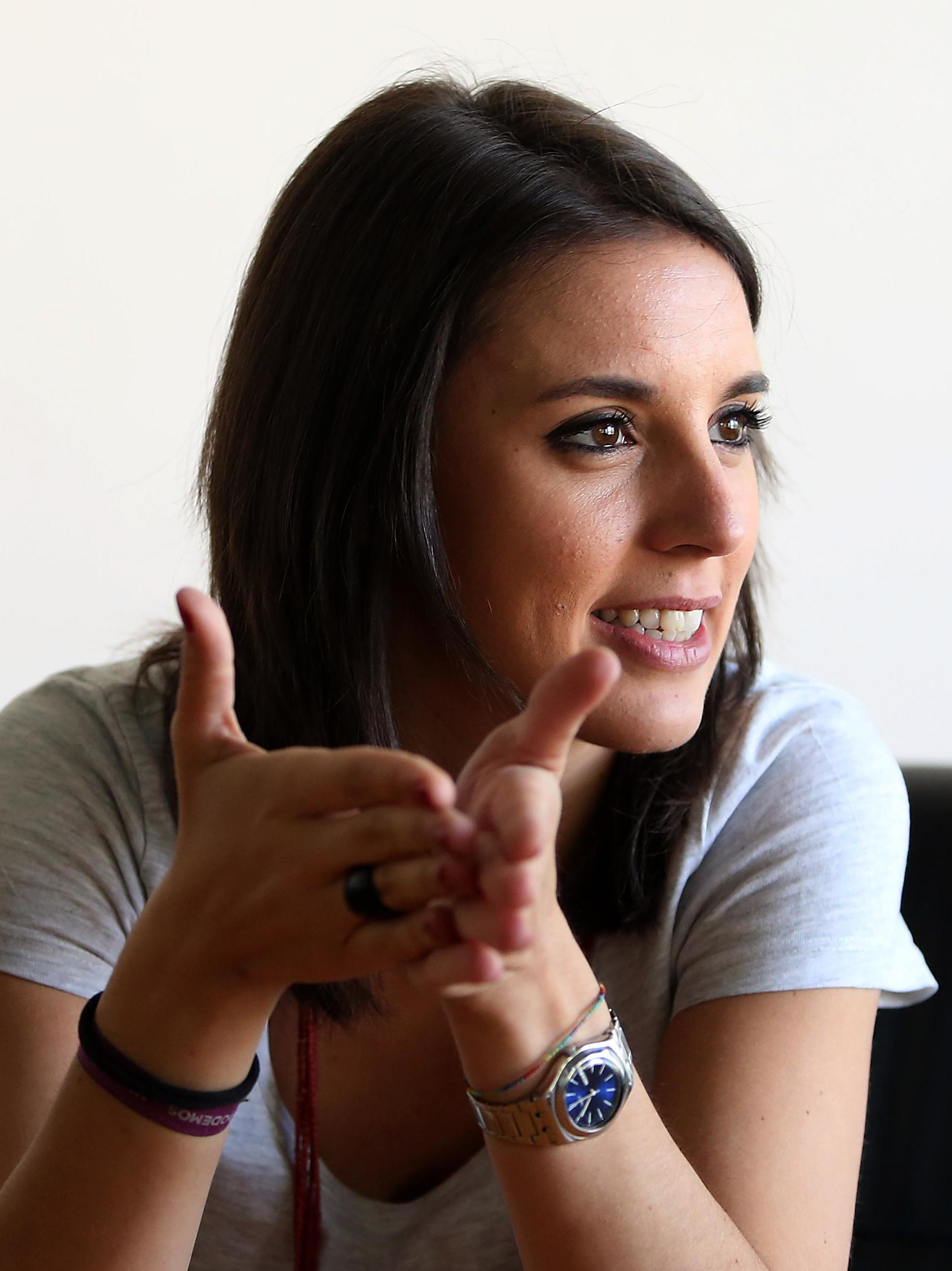
Irene Montero (Podemos, 2017).
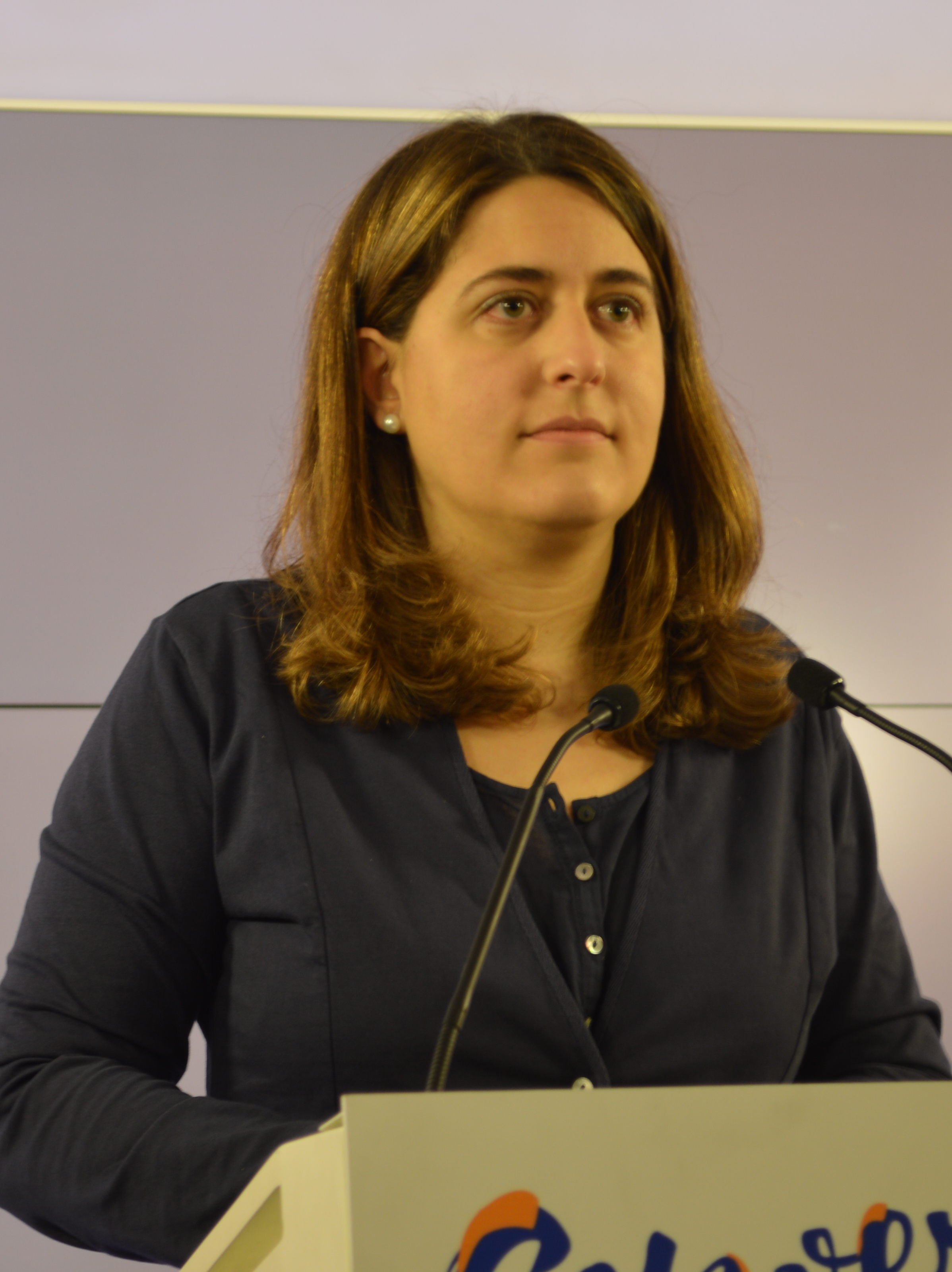
Marta Pascal (CDC/PDeCAT, 2016).
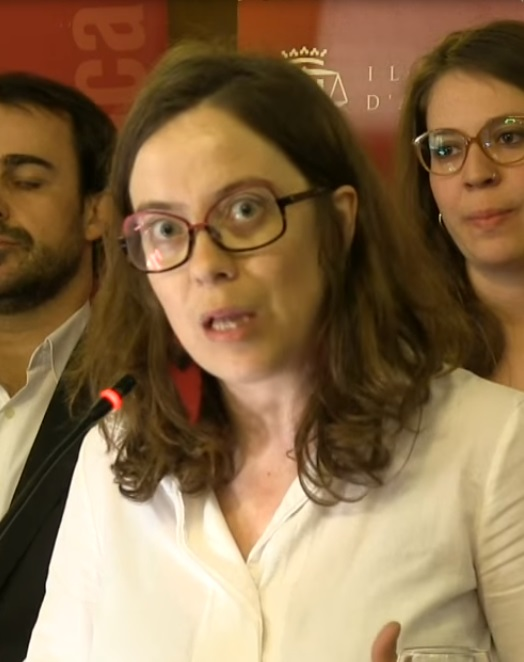
Eulàlia Reguant (CUP, 2015).
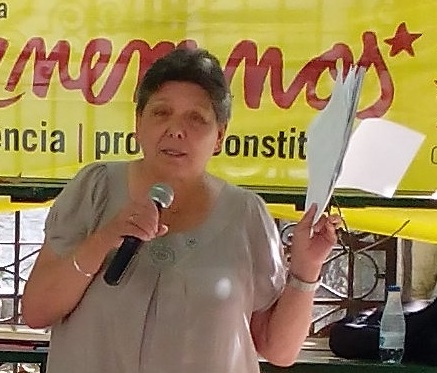
Gabriela Serra (CUP, 2015).